# Trypetolimnia
Trypetolimnia is een vliegengeslacht uit de familie van de slakkendoders (Sciomyzidae).

## Soorten
- T. rossica Mayer, 1953